# Лаура Чуканов
Лаура Чуканов е модел, станала „Мис Юта“ през 2009 година и след това като представителка на щата Юта заела четвърто място в конкурса за красота „Мис САЩ 2009“.

## Биография
В много източници неправилно се посочва, че Лора Чуканова е българското ѝ име, но това не е така. Родена на 5 юни 1986 г. в София, родителите и настояли да се казва Лаура, а не Лора, както е в българския именник. Причината е, че така се казвало симпатично момиче на френско приятелско семейство. Премества се в САЩ заедно със семейството си, когато е на четири години. Лаура говори английски, български, руски и учи испански. Завърши през 2009 година международни отношения и история на изкуството в университета на Юта (University of Utah).

## Кариера
Лаура Чуканов се явява на конкурса „Мис Юта“, САЩ 2008, в края на 2007, където заема четвъртото място. На следваща година печели титлата „Мис Юта 2009“, което ѝ дава правото да представя щата Юта на „Мис САЩ“ на 19 април 2009 в Лас Вегас. Лаура става трета подгласничка на победителката Кристин Далтън от Северна Каролина. Това е най-високото отличие за щата Юта на националното състезание от 1998 г.